# 托马斯·布罗林
托马斯·布罗林（瑞典語：Tomas Brolin，1969年11月29日—），瑞典男子足球运动员，场上位置是前锋或進攻中場。
他曾代表瑞典国家队参加1990年和1994年国际足联世界杯，其中1994年世界杯获得季军，他也在1992年歐洲杯率領瑞典打入四強，並獲得賽事神射手頭銜。就在他的生涯看似即將開始發光發熱的時候，卻在1995年受了一次大傷，再加上先前過度頻繁的出賽以及體重控制不佳，他未滿30歲便宣告退役。

## 俱樂部生涯
布羅林曾在1997年效力於英格蘭球會列斯聯，並入選列斯聯最偉大的100名球員名單。